# Savouges
Savouges é uma comuna francesa na região administrativa da Borgonha-Franco-Condado, no departamento de Côte-d'Or. Estende-se por uma área de 3,06 km². Em 2010 a comuna tinha 387 habitantes (densidade: 126,5 hab./km²).